# Ri Kwang-il
Ri Kwang-il (* 13. April 1988) ist ein nordkoreanischer Fußballtorhüter.

## Karriere

### Verein
Ri tritt international als Spieler der Sportverein Sobaeksu in Erscheinung, einem Klub der Koreanischen Volksarmee.

### Nationalmannschaft
Ri nahm als Ersatztorhüter hinter Ju Kwang-min an der U-19-Asienmeisterschaft 2006 und der Junioren-WM 2007 teil, blieb aber sowohl beim kontinentalen Titelgewinn als auch beim WM-Vorrundenaus ohne Einsatz. Bei der Asienmeisterschaft 2011 gehört er neben Ri Myong-guk und Kim Myong-gil als einer von drei Torhütern zum Aufgebot.
| Personendaten    | Personendaten                    |
| ---------------- | -------------------------------- |
| NAME             | Ri, Kwang-il                     |
| KURZBESCHREIBUNG | nordkoreanischer Fußballtorhüter |
| GEBURTSDATUM     | 13. April 1988                   |